# Kaf Malbar
Kaf Malbar ou "KM David" de son vrai nom David Damartin (anciennement connu sous le nom de KM David) est un chanteur originaire de la Cité Cow Boy au Chaudron à Saint-Denis de La Réunion. Né le 14 février 1978. Il est considéré comme le précurseur du dancehall à l'île de la Réunion[réf. nécessaire]

## Biographie
Il est le 5e garçon métissé d'une mère kaf (cafre) (descendant d'Afrique) et d'un père malbar (descendant de l'Inde). Il a deux fils qui se nomment Farrel et Karim (qui est apparu à plusieurs de ses concerts et également dans le clip què pasa, Coqlakour Riddim 3 partie 2 avec Rolian, Nosta et Alaza).

## Histoire
Il débute en 1995, après avoir découvert le dancehall auprès de DJ Lokal l’un des pionniers du mouvement underground pendant son séjour au centre pénitentiaire du Port. David trouve alors sa voie et se met à écrire et à chanter en créole. C'est avec son ami Babiluzion au Village Jeunes auprès d'autres artistes originaires du Chaudron tels que Luciano Mabrouck du groupe reggae Kom Zot et James du Kreol Staya dont lui aussi fait partie, qu'il aiguise ses armes.
C'est alors que le label JPR propose à KM David, l’enregistrement d’un album. L'album Les D'moizels sortira en 2001 lancé par le single du même nom, KM David aurait quant à lui préféré que ce soit le titre Faya Bone qui passe sur les ondes mais le producteur a lui préféré le titre Les D'moizels qui était pour lui plus vendeur mais bien que ce titre soit apprécié c'est un autre titre sur l'album nommé Eske Zot I Vé qui tournera en boucle dans les autoradios et dans les soirées, ce titre surnommé Full Faya est devenu l'expression à la mode et est même devenu le nom d'un magazine. Depuis, il enregistre plusieurs titres sur différentes compilations. Il est aussi omniprésent sur scène et dans les sound systems où il confirme son talent. Il fait d'ailleurs la première partie de beaucoup d'artistes internationaux tels que Mangu, Culture, The Gladiators ou bien Anthony B.

## Parcours musical
En 2006, sort enfin le deuxième album tant attendu de KM qui revient avec son nouveau pseudonyme Kaf Malbar, Pou La Zeness confirme encore le statut de numéro 1 local du précurseur du dancehall 974. Aussi bien inspiré par le reggae de Bob Marley, le dancehall de Sizzla ou Capleton, le seggae de Kaya, le séga et le maloya, il donne à sa musique une couleur typiquement locale.
En 2008, il sort un Best Of nommé Mon Friz réunissant tous ses meilleurs titres.
En 2009, il est présent au festival Sakifo à l'île de La Réunion.
En décembre 2009, il sort son troisième album du nom Le Ying Et Le Yang.
En 2011, il sort l’album Tombé du Camion basé sur un concept différent car le nouvel opus de Kaf Malbar est disponible uniquement sous la forme d'un site web : www.kafmalbar.com. Chaque morceau est en écoute et téléchargement gratuit.
Le 26 janvier 2013, son nouvel album Subliminal sort en coffret édition limitée au Shop Coqlakour et en téléchargement légal sur internet. Le 13 décembre 2014, Kaf Malbar présente son l’album Douy si Douy lors de son concert au Stade de l’Est.
En 2018 il sort son dernier album Relax.

## Acting
En 2022, Kaf Malbar apparait dans son propre rôle dans la série humoristique Somin Gazé réalisée par Lauren Ransan et Abel Vaccaro,  diffusée sur Canal+ Réunion et sur MyCanal.